# Julius von Grawert
Julius August Reinhold von Grawert (1746–1821) fue un general prusiano del periodo napoleónico hijo de Johann Benjamin von Grawert 1709–1759) y su mujer Christiane Sophie (1717–1796). 
Durante la Batalla de Jena-Auerstedt, el 14 de octubre de 1806, comandó una división bajo las órdenes de Frederick Louis, Príncipe de Hohenlohe-Ingelfingen en Jena.
Como Generalleutnant, Grawert comandó los cuerpos auxiliares prusianos de apoyo a la Grande Armée de Napoleón durante la Campaña de Rusia. Fue reemplazado en 1812 por Ludwig Yorck von Wartenburg. Finalmente, se retiró en 1820 a Silesia